# Hlupín
Hlupín falu és önkormányzat (obec) Csehország Dél-csehországi kerületének Strakonicei járásában. Területe 4,74 km², lakosainak száma 92 (2008. 12. 31). A falu Strakonicétől mintegy 11 km-re északnyugatra, České Budějovicétől 63 km-re északnyugatra, és Prágától 95 km-re délnyugatra fekszik.
A település első írásos említése 1382-ből származik.

## Látnivalók
- Kápolna.
- Emlékkő a falu déli részén.

## Népesség
A település népessége az elmúlt években az alábbi módon változott:
| Lakosok száma | 274  | 303  | 281  | 184  | 115  | 97   | 95   | 95   | 90   | 90   |
|               | 1869 | 1890 | 1921 | 1950 | 1980 | 2001 | 2017 | 2019 | 2022 | 2024 |